# Vista Alegre (Piripiri)
Vista Alegre é um bairro da zona oeste da cidade do Piripiri. Conforme o censo do IBGE de 2010, sua população era de 3.549 habitantes divididos em 1.726 pessoas declaradas masculinas e 1.823 habitantes declaradas femininas (51.37% de mulheres e 48.63% de homens). Entre os habitantes do bairro, a maior faixa etária concentra-se nas pessoas de 15 a 64 anos de idade.